# خسرو جهانبانی
خسرو جهانبانی (۸ اسفند ۱۳۱۹ – ۲۸ فروردین ۱۳۹۳) یک نقاش ایرانی بود. او فرزند امان‌الله جهانبانی از فرماندهان ارتش شاهنشاهی و از شاهزادگان قاجار و نوه فتحلی شاه قاجار و گلبدن خاتون همسر گرجستانی و گرجی او، وزیر و سناتور مجلس سنای ایران بود. وی همچنین داماد محمدرضا پهلوی پادشاه ایران نیز بود. او همچنین برادر سپهبد نادر جهانبانی خلبان و فرمانده نیرو هوایی بود.

## زندگی‌نامه
خسرو جهانبانی در ۸ اسفند سال ۱۳۱۹ خورشیدی چشم به جهان گشود. پدرش سپهبد امان‌الله جهانبانی از فرماندهان ارتش شاهنشاهی، وزیر و سناتور مجلس سنای ایران، و مادر او (هلن کاسمینسکی) از مهاجران روس بود. خسرو برادر نادر جهانبانی خلبان برجسته و معاون فرماندهی نیروی هوایی شاهنشاهی ایران بود. 
خسرو جهانبانی پس از انقلاب ۱۳۵۷ به همراه شهناز پهلوی به ایالات متحده آمریکا مهاجرت کرد و سپس از آنجا به سوئیس رفت و تا پایان عمر در شهر لوزان سوئیس زیست.

## خانواده
خسرو جهانبانی دارای ۴ خواهر و برادر از جمله نادر جهانبانی، مهرمنیر جهانبانی و حسین جهانبانی بود. مادرش بانو هلن جهانبانی و پدرش امان الله جهانبانی بود.
خسرو جهانبانی و شهناز پهلوی در بهمن‌ماه سال ۱۳۴۹ (فوریه ۱۹۷۱) علیرغم مخالفت شاه ازدواج کردند. مراسم ازدواج آنها در بهمن ۱۳۴۹ (فوریه سال ۱۹۷۱) در سفارت ایران در پاریس برگزار شد. ثمره این ازدواج یک پسر به نام کیخسرو (۱۹۷۳) و یک دختر به نام فوزیه (۱۹۷۵) است. کیخسرو در کشور سوئیس مشغول به کار عکاسی حرفه‌ای است یک دختر به نام شهرزاد و یک پسر به نام زاکری دارد، نام همسرش بندیکت لمبارد است. 
فوزیه جهانبانی دو دختر دارد و در آکواریم PPJ سوئیس کار می‌کند. 

## مرگ
خسرو جهانبانی در سال ۱۳۹۳ پس از سالها مبارزه با بیماری سرطان در سن ۷۳ سالگی جان خود را از دست داد وی در سوئیس به خاک سپرده شد.